# Mindaugas Urbaitis
Mindaugas Urbaitis (Kaunas, 1º dicembre 1952) è un compositore lituano.
Diplomato all'Accademia Lituana di Musica nel 1975, ha studiato con Julius Juzeliunas. È stato presidente dell’Unione Lituana dei Compositori dal 1991 al 1996, e direttore artistico dell’International Baltic Music Festival “Gaida” a Vilnius dal 1991 al 1995.
Nel 2018 ha fatto parte della giuria tecnica della Lituania per l'Eurovision Song Contest. Attualmente è un professore associato all'Accademia Lituana di Musica e Teatro a Vilnius. 